# Caccobius croceocinctus
Caccobius croceocinctus är en skalbaggsart som beskrevs av D'orbigny 1913. Caccobius croceocinctus ingår i släktet Caccobius och familjen bladhorningar. Inga underarter finns listade.